# Wypalenisko (Sochaczew)
Wypalenisko – część miasta Sochaczewa w województwie mazowieckim, w jego wschodniej części.
W latach 1867–1954 wieś Wypalenisko znajdowała się w gminie Chodaków w powiecie sochaczewskim. 20 października 1933 utworzono gromadę Wypalenisko w granicach gminy Chodaków.
W związku z reorganizacją administracji wiejskiej jesienią 1954 Wypalenisko weszło w skład gromady Nowe Mostki, a po jej zniesieniu 31 grudnia 1959 do gromady Kożuszki.
Od 1973 w gminie Sochaczew (powiat sochaczewski). 
W latach 1975–1984 miejscowość administracyjnie należała do województwa skierniewickiego.
1 stycznia 1985 Wypalenisko włączono do Sochaczewa.